# 帕罗斯的克罗特斯
克罗特斯（英語：Colotes, Kolotes），约活动于公元前5世纪后期。古希腊著名的艺术家之一。生活于帕罗斯。他擅常于雕刻创作，广泛地使用黄金和象牙等贵重材料创作雕塑，这些作品包括古希腊哲学家的青铜像。